# Mongoloraphidia formosana
Mongoloraphidia formosana là một loài côn trùng trong họ Raphidiidae thuộc bộ Raphidioptera. Loài này được Okamoto in Nagano miêu tả năm 1917.